# Calcodes carinatus
Calcodes carinatus là một loài bọ cánh cứng trong họ Lucanidae. Loài này được L. mô tả khoa học năm 1758.